# 렌달문둥이박쥐
렌달문둥이박쥐(Neoromicia rendalli)는 애기박쥐과에 속하는 박쥐의 일종이다. 베넹과 보츠와나, 부르키나 파소, 카메룬, 중앙아프리카공화국, 차드, 콩고공화국, 콩고민주공화국, 감비아, 가나, 케냐, 말라위, 말리, 모잠비크, 니제르, 나이지리아, 르완다, 세네갈, 시에라리온, 소말리아, 남아프리카공화국, 수단, 탄자니아, 우간다 그리고 잠비아에서 발견된다. 자연 서식지는 건조 사바나와 습윤 사바나 그리고 아열대 또는 열대 기후 지역의 건조 관목 지대와 습윤 관목 지대이다. 서식지 감소로 멸종 위협을 받고 있다.